# Jorge Cabral
Dom Jorge Cabral (* um 1500 in Portugal; † im 16. Jahrhundert) war der 11. portugiesische Generalgouverneur des Estado da India bzw. von Portugiesisch-Indien von 1549 bis 1550.
Seine Eltern waren der Herr von Azurara Fernando Cabral und dessen Ehefrau Joanna de Castro.
Er war nur kurze Zeit Generalgouverneur; so regierte er von Juli 1549 bis November 1550 und kehrte danach nach Portugal zurück. Über sein weiteres Schicksal ist nichts bekannt.
Während seiner Amtszeit bekehrten sich viele Inder zum katholischen Glauben. Im Krieg zwischen den Zamorin und dem König von Cochin, kämpfte er auf Seiten des Königs. Er zerstörte die Städte Tiracol und Capoçale und plünderte die Stadt Panane.